# SevenGates
SevenGates es una banda creada en Italia, caracterizada por su gran power metal melódico, banda liderada por el exguitarrista de Vision Divine Federico Puleri.

## Etimología
Las composiciones están cargadas de excelentes melodías Orquestadas por Fabrizio Marnica a cargo de teclados muy armónicos, Produciendo grandes intros y solos con grandilocuencia, Federico demuestra sus grandes dotes de cantante con tonos altísimos, y haciendo dando a la vista una notable técnica, las guitarras están a cargo de Tommaso Vitali y Marco Moroni, la dupla Bajo y Batería Simone Vermigli Innocenti respectivamente se complementan bien, mientras que la batería demuestra que se pueden hacer grandes cosas con el doble bombo sin abusar del mismo.

## Su Segundo Disco "The Good And The Evil".
The Good and the Evil es el segundo disco oficial de la banda, este disco fue grabado el año 2005, año en el que estuvo listo para salir a la venta, pero por diversos problemas con los sellos discográficos, se retrasó una y otra vez, luego la banda decidió poner el disco en descarga directa gratuita desde su web, iniciativa más que aplaudida por los fanes, el disco en si es una gran obra artística de Power metal melódico.

## Miembros

### Banda
Voz: F.Puleri
Guitarra: T.Vitaly
Guitarra: M.Moroni
Bajo: S.Vermigli
Batería: L.Innocenti
Teclados: F.Marnica

### Estudio
Label: libre producidos
Grabado en: estudios de Zenith
Obra de Arte: Markus Sigfridsson

## Discografía

### Álbumes
Unreality: - 2002
The Good And The Devil: - 2005 (rel2008)

### Otros
Demo 2000: - 2000